# Coregonus oxyrinchus
Coregonus oxyrinchus là một loài cá đã tuyệt chủng thuộc chi Cá hồi trắng, họ Cá hồi. Chúng là loài bản địa ở các vùng cửa sông và các con sông chảy vào Biển Bắc. Loài cá này khác biệt với các loài khác trong chi Coregonus ở chỗ chúng có mõm nhọn dài, một miệng trong và 38-46 mang lược. Chúng từng hiện diện ở Bỉ, Pháp, Đức, Hà Lan và Anh.